# Rozproszona baza danych
Rozproszona baza danych – baza danych istniejąca fizycznie na dwóch lub większej liczbie komputerów, traktowana jednak jak jedna logiczna całość, dzięki czemu zmiany w zawartości bazy w jednym komputerze są uwzględniane również w innych maszynach. Rozproszone bazy danych są stosowane ze względu na zwiększoną wydajność przetwarzania na wielu komputerach jednocześnie.
Rozproszone bazy danych można określić jako zespół baz danych znajdujących się na różnych komputerach połączonych ze sobą w taki sposób, że użytkownik nie wie, iż dane, z którymi pracuje, pochodzą z różnych baz i komputerów. W ramach takiej rozproszonej bazy danych mogą współpracować bazodanowe serwery należące nawet do kilku różnych firm.